# Rutilio Sermonti
Pour les articles homonymes, voir Sermonti.
Rutilio Sermonti, né le 18 août 1921 à Rome et mort le 14 juin 2015 à Ascoli Piceno, est un écrivain et militant politique italien.

## Biographie

### Origines et jeunesse
Fils d'Alfonso Sermonti, avocat, il a deux frères, Giuseppe et Vittorio.

### Seconde Guerre mondiale
En 1942, il s'engage dans l'armée royale.
En 1943, en Grèce, il s'agrège à la Waffen-SS. Après la fondation de la République sociale italienne, il devient officier.
En mai 1945, il échappe aux partisans en se faisant passer pour un anarchiste. Son frère Vittorio évoquera cet épisode dans Se avessero.

### Activités
Après la guerre, il obtient une laurea en droit et devient juriste.
Il est d'abord des Faisceaux d'action révolutionnaire (FAR).
À la mi-novembre 1946, il est l'un des sept fondateurs du Mouvement social italien (MSI) avec Giorgio Almirante, Giuliano Bracci, Loffredo Gaetani Lovatelli, Mario Pazzi, Giovanni Tonelli et Giacinto Trevisonno (it). Il en démissionne en 1954 après la nomination comme secrétaire d'Arturo Michelini, jugé trop proche des démocrates-chrétiens.
Dessinateur à ses heures, il reçoit des commandes du musée civique de zoologie ; il est aussi peintre et céramiste amateur.

### Mort
Il meurt le 14 juin 2015 à Ascoli Piceno, à l'âge de 93 ans.

## Ouvrages
- Socrate in Indonesia [« Socrate en Indonésie »]
- Rapporto sull'evoluzionismo [« Rapport sur l'évolutionnisme »]
- Disciplina giuridica dell’artigianato [« Règlement juridique du statut d'artisan »]
- Valori corporativi [« Valeurs corporatives »]
- Il prezzo della salvezza [« Le Prix du salut »]
- I Carabinieri nella storia d’Italia [« Les Carabiniers dans l'histoire de l'Italie »]
- L’Uomo, l’ambiente e se stesso [« L'Homme, son environnement et soi-même »]
- Stato organico [« État organique »]
- Grande spirito: incontro con gli Indiani nordamericani [« Grand esprit : rencontre avec les Indiens nord-américains »]
- Il linguaggio della lingua [« Le Langage de la langue »]
- Evoluzionismo: scienza o frode? [« Évolutionnisme : science ou escroquerie ? »]
- Noi e loro: storie di uomini e di bestie [« Nous et eux : histoire d'hommes et de bêtes »]
- L’Italia nel XX secolo [« L'Italie au XXe siècle »]
- Avec Pino Rauti, Storia del fascismo [« Histoire du fascisme »]
  - 1 - Le interpretazioni e le origini [« Les Interprétations et les Origines »]
  - 2 - Dannunzianesimo, biennio rosso, marcia su Roma [« Le Dannunzianisme, les Deux Années rouges et la Marche sur Rome »]
  - 3 - La conquista del potere [« La Conquête du pouvoir »]
- Una vita di pensiero e militanza [« Une vie de pensée et d'action »]

## Décorations
- Croix de fer de 2e classe